# Société canadienne de cardiologie
La Société Canadienne de Cardiologie conduit le projet SCORE CANADA qui vise à construire un outil global, permettant la stratification et la gestion du risque cardio-vasculaire.  Le projet est maintenant en phase de dissémination et d’implantation.  L'objectif est de développer et de mettre en place une approche commune d’évaluation des patients asymptomatiques, parmi les professionnels de la santé et la population en général.  
L’outil SCORE CANADA (Systematic COronary Risk Evaluation) s’avère la réponse au besoin d’obtenir un outil qui soit calibré pour fin d’évaluation du risque, chez les patients canadiens ne présentant aucun symptôme. Plus en profondeur encore que FRS (Framingham Risk Score), SCORE CANADA prend en considération les variables telles que l’âge, le sexe, le tabagisme, le niveau de tension artérielle et le ratio LDL/HDL, dressant ainsi une évaluation stratifiée du risque cardiaque et plus encore, un portrait global du risque cardio/cérébro-vasculaire.
Il a été calibré en fonction de la perspective canadienne, ajusté selon la prédominance des facteurs de risque et des données sur la mortalité au Canada.  Un des avantages importants est que les variables liées au diabète et autres facteurs de risque tels que l'obésité abdominale et le niveau d’activité physique, ont été prises en considération.
Le projet SCORE CANADA est supporté par l'ensemble des sociétés savantes Canadiennes et par certains organismes gouvernementaux liés à la santé publique des Québécois et des Canadiens.
Le projet SCORE CANADA est dirigé par les Dr. Guy Tremblay (cardiologue), Dr. Denis Drouin, Dr. René Gagnon, M. Guy Pagé B.Sc. Bio. Med., et M. Yannick Meloche. 

## Source
Estimation of ten-year risk of fatal cardiovascular disease in Europe: the SCORE project, European Heart Journal (2003) 24, 987–1003 :
R.M. Conroy, K. Pyörälä, A.P. Fitzgerald, S. Sans, A. Menotti, G. De Backer, D. De Bacquer, P. Ducimetière, P. Jousilahti, U. Keil, I. Njølstad, R.G. Oganov, T. Thomsen, H. Tunstall-Pedoe, A. Tverdal, H. Wedel, P. Whincup, L. Wilhelmsen, I.M. Graham on behalf of the SCORE project group.